# 10th Anniversary SMAP SHOP!
『10th Anniversary SMAP SHOP!』(テンス アニバーサリー スマップ ショップ) は2015年12月10日から2016年1月6日までの期間限定でSMAP SHOPのみでショップテーマCDとして発売された、SMAPの曲である。

## 解説
サウンドプロデュースは、SMAPの楽曲「華麗なる逆襲」のリミックスを手掛けたtofubeats。
収録時間は3分9秒で、値段は390円のサンキュー価格として販売された。
本作品はSMAP最後となるショップテーマCDである。